# Піпі II
Піпі II (*кін. XI— поч. X ст. до н. е.) — давньоєгипетський діяч XXI династії, верховний жрець Птаха у Мемфісі за володарювання фараонів Псусеннеса I, Аменемопета, Осоркона Старшого, Сіамона.

## Життєпис
Походив з жрецького роду Птахемхата IV. Замолоду звався Нетерхеперре Меріптах, пройшовши усі щаблі жрецьких посад. За фараона Псусеннеса I стає верховним жерцем Птаха. Скориставшись складною політичною ситуацією, зумів посилити вплив мемфіського жрецтва на весь Нижній Єгипет. До того ж вплив фіванського жрецтва обмежилося Верхнім Єгиптом.
Протягом наступних трьох фараонів здійснював усі основні церемонії, перебравши владу над жрецтвом Нижнього Єгипту, зокрема сходження на трон та поховання фараонів. Завдяки цьому став одним з найвпливовіших сановників, заснувавши власну династію жерців Птаха. Його наслідував на посаді син Ашахет II.